# Drvare
Druar en albanais et Drvare en serbe latin (en serbe cyrillique : Дрваре) est une localité du Kosovo située dans la commune/municipalité de Vushtrri/Vučitrn et dans le district de Mitrovicë/Kosovska Mitrovica. Selon le recensement kosovar de 2011, elle compte 965 habitants, dont 960 Albanais.

## Démographie

### Évolution historique de la population dans la localité
| 1948 | 1953 | 1961 | 1971 | 1981  | 1991  | 2011 |
| ---- | ---- | ---- | ---- | ----- | ----- | ---- |
| 511  | 550  | 738  | 836  | 1 031 | 1 115 | 965  |

|  |